# Quatre éléments
Pour les articles homonymes, voir Élément.
Les quatre éléments sont utilisés dans le monde occidental depuis l'Antiquité pour décrire la matière composant l'univers. C'est un concept développé dans le cadre de l'étude des sciences naturelles par la philosophie antique. Le concept est également utilisé en astrologie et pour décrire les composantes du zodiaque.

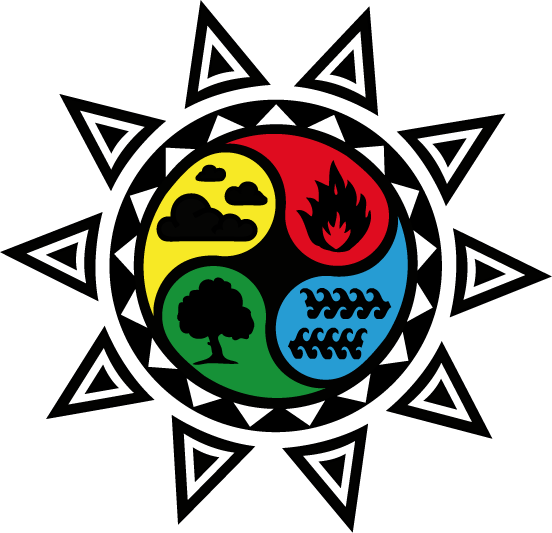
Les quatre éléments que sont l'air, le feu, l'eau et la terre, dans un symbole solaire.

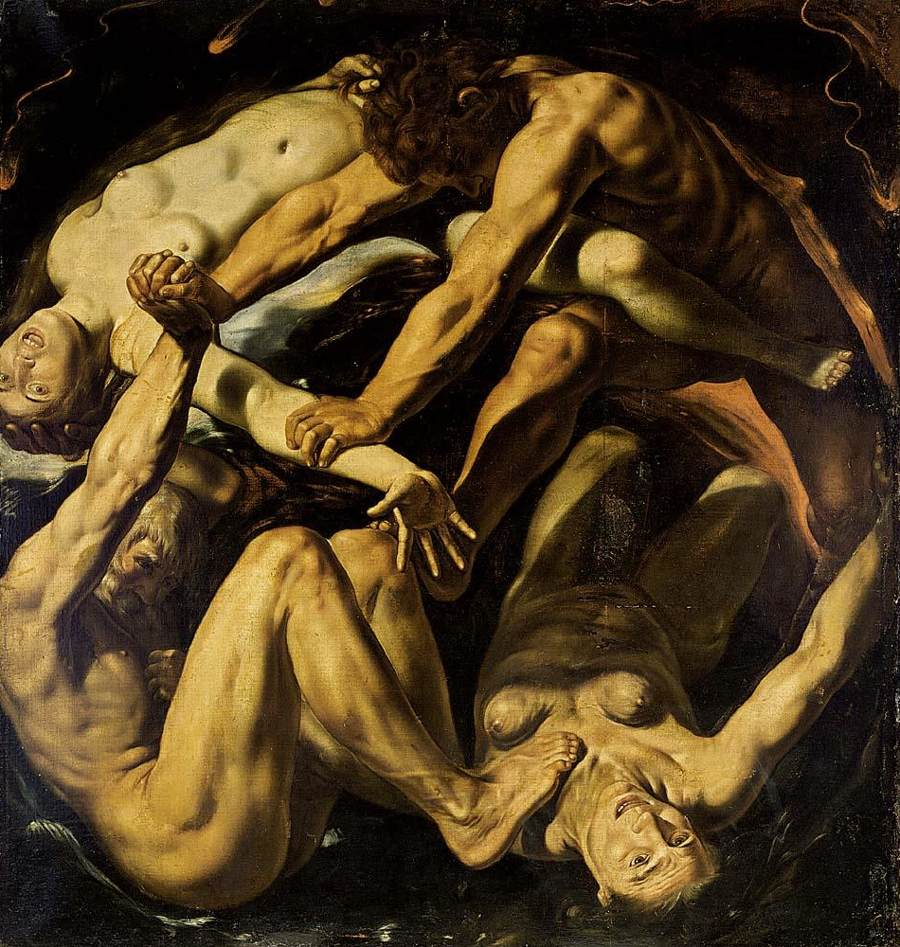
Louis Finson, Les Quatre Éléments (1611).

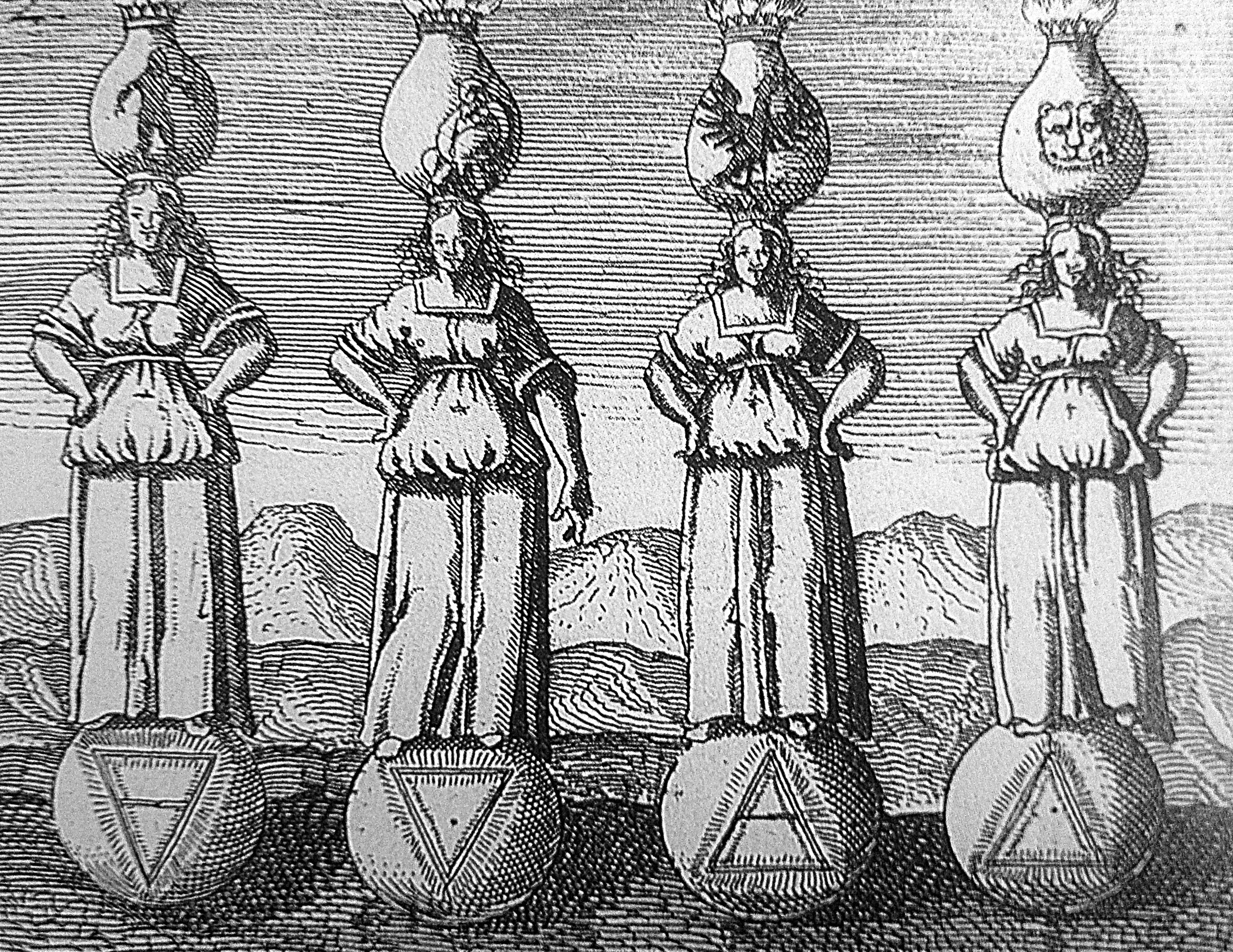
Les Quatre Éléments. Gravure de l'ouvrage Daniel Stolz von Stolzenberg, Viridarium chymicum (1624) représentant de gauche à droite les quatre éléments : la Terre, l'Eau, l'Air et le Feu. Les sphères du bas indiquent leur représentation en alchimie.

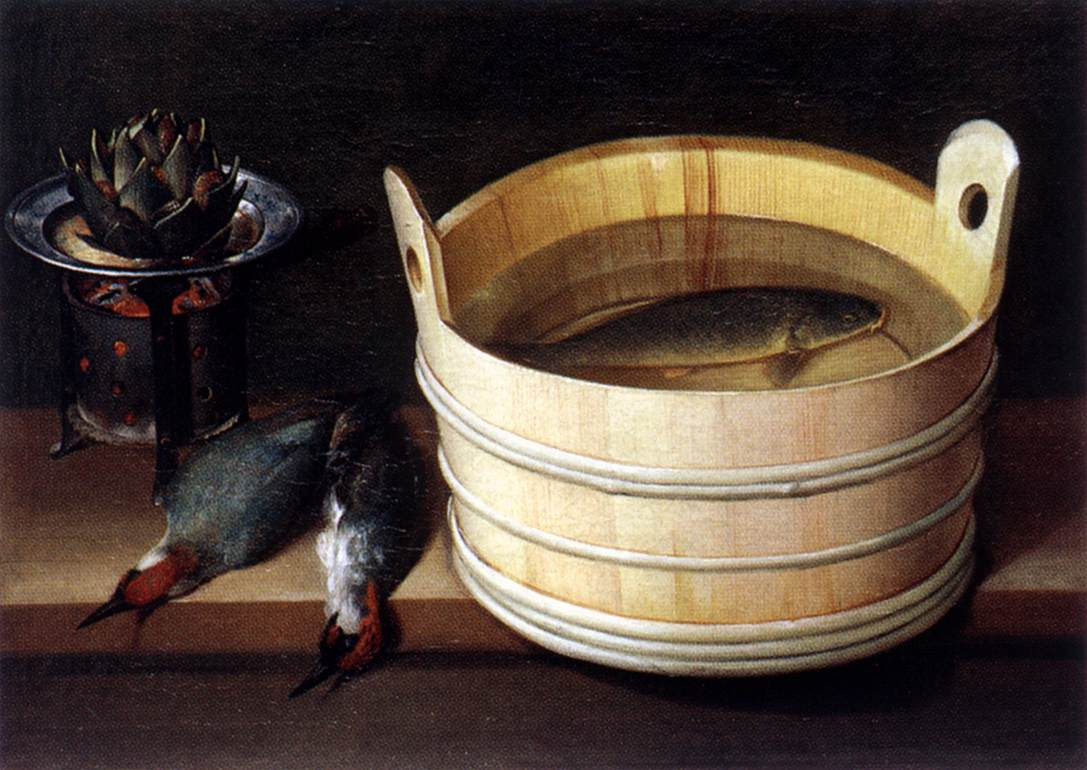
Sébastien Stoskopff, Les quatre éléments(1630).

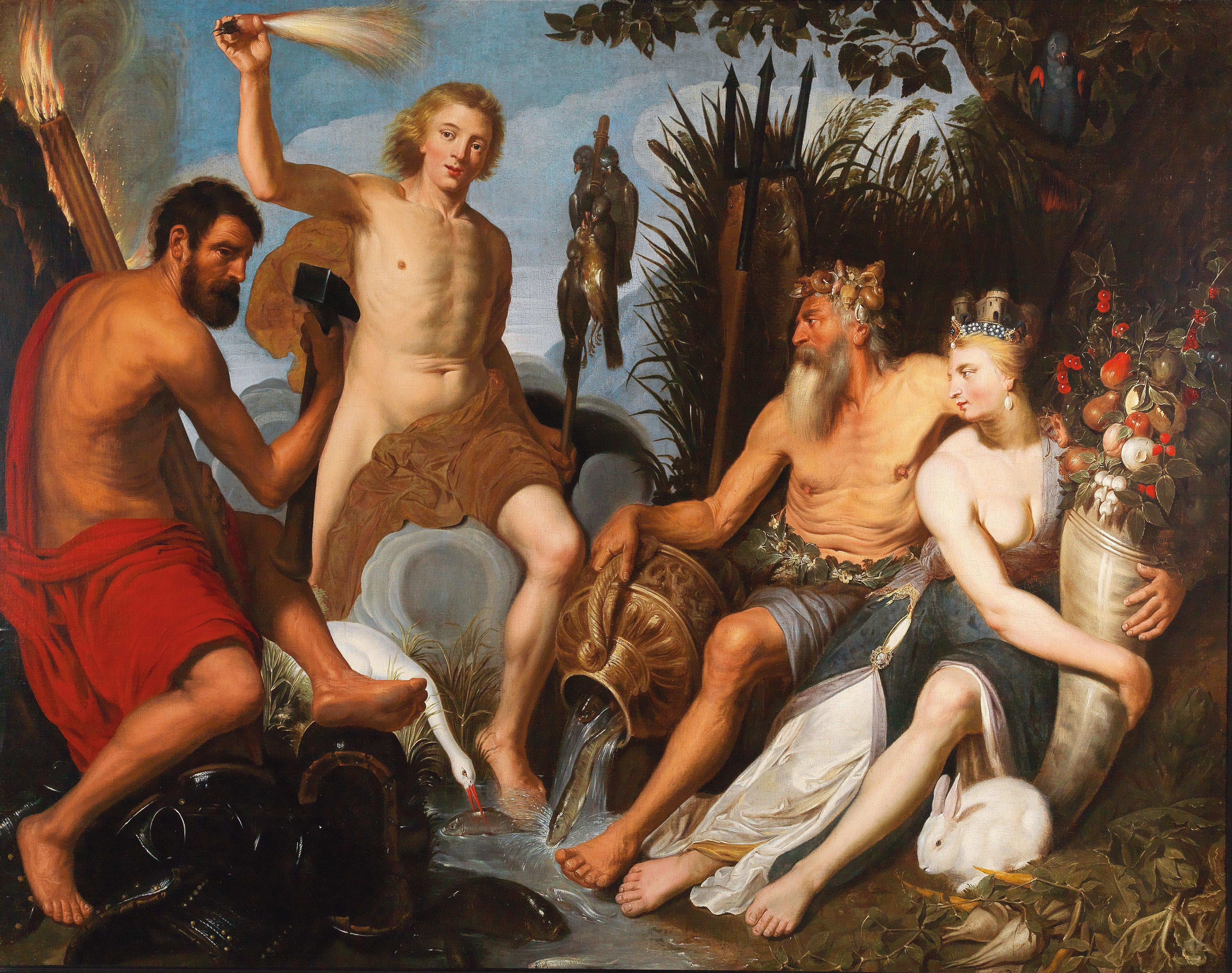
Artus Wolffort, Les quatre éléments (1641).

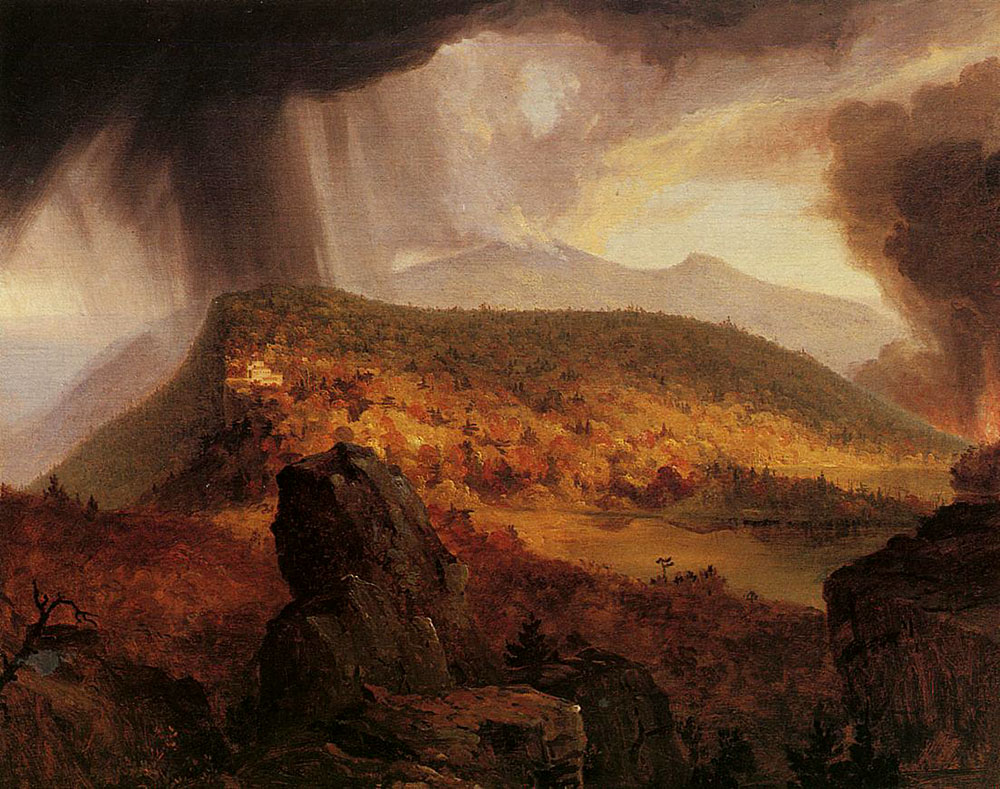
Thomas Cole, en (1843-44).

Quatre éléments en alchimie.

## Histoire et applications à des disciplines modernes
À l’origine il s’agissait d’une hypothèse de certains philosophes grecs présocratiques et notamment d'Empédocle au Ve siècle av. J.-C., selon laquelle tous les matériaux constituant le monde seraient composés de quatre éléments, dont chacun sera représenté ultérieurement par un symbole différent dans la tradition alchimique :
- la Terre (symbole 🜃) ;
- l'Eau (symbole 🜄) ;
- l'Air (symbole 🜁) ;
- le Feu (symbole 🜂).

Chaque substance présente dans l’univers serait constituée d’un ou plusieurs de ces éléments, en plus ou moins grande quantité. Ce qui expliquerait le caractère plus ou moins volatil, chaud, froid, humide, ou sec (= les quatre qualités élémentaires) de chaque matière. La théorie repose sur des arguments philosophiques et spéculatifs.
Les philosophes présocratiques ont imaginé une essence première en toute chose. Thalès, le premier à chercher l'élément originel, choisissait l'eau ; Héraclite voyait dans le feu l'élément à l'origine de toute matière ; Anaximène, lui, envisageait l'air comme essence de toute chose ; enfin, Empédocle, au début du Ve siècle avant notre ère, proposa que les quatre éléments réunis composaient l'univers. Pour Démocrite, l'univers était composé d'atomes (en grec a-tomos, « qui ne peut être coupé »), c'est-à-dire de particules microscopiques insécables et éternelles, qui composeraient la matière comme des briques forment un mur et qui auraient la forme générale de l'objet (rond, pointu, concave...).
C'est à l’époque des croisades, au XIIe siècle en Terre Sainte, et de la reconquista en Espagne, que le savoir des Grecs et la théorie aristotélicienne des éléments est redécouvert en Occident. Or, les écrits conservés étaient essentiellement ceux de l'enseignement d'Aristote. Celui de Démocrite ne s'est pas transmis, et aujourd'hui encore, nous ne connaissons les textes de Démocrite que de manière lacunaire, à travers ce que certains auteurs, en particulier Aristote, nous en disent. Les scolastiques du Moyen Âge reprennent ces spéculations sur la quaternité de la nature à leur compte et l’incluent dans leur vision chrétienne du monde.

### Empédocle
Le texte fondateur se trouve chez Empédocle (vers 460 av. J.-C.) :
« Connais premièrement la quadruple racine

De toutes choses : Zeus aux feux lumineux,

Héra mère de vie, et puis Aidônéus,

Nestis enfin, aux pleurs dont les mortels s'abreuvent. ».
Ce texte peut être interprété de deux manières différentes : on peut penser que Zeus, dieu de la lumière céleste, désigne le Feu ; Héra, son épouse, l'Air ; Aidônéus (Hadès), dieu des enfers, la Terre ; et Nestis (Perséphone) l'Eau. Mais Jean Stobée, lui, y associe à Héra la Terre (principe féminin) et à Aidônéus l'Air (principe masculin)[réf. nécessaire].
Empédocle ajoute aux quatre éléments matériels deux forces spirituelles. Diogène Laërce le dit à propos d'Empédocle : « Ses théories étaient les suivantes : il y a quatre éléments, le feu, l'eau, la terre et l'air. L'Amitié les rassemble et la Haine les sépare » (VIII, 76).
L'ordre ou la hiérarchie des éléments est également sujette à interprétation. D'après la première interprétation présentée ci-dessus, Empédocle nomme les éléments dans l'ordre suivant, sans expliquer pourquoi : Feu, Air, Terre et Eau. Aristote, se fondant sur l'idée que la chaleur s'élève et qu'il y a toujours de la terre sous l'eau, établit la série : Feu, Air, Eau et Terre.
La complétude de ce système est également discutable. Combien d'éléments y a-t-il ? Le jeune Aristote et l'auteur de l'Épinomis ajouteront un cinquième élément, qui est donc la quinte essence : l'Éther ; ce dernier élément, qui constitue le substrat des corps célestes, n'est pas soumis à la génération et à la corruption, aux changements de qualité ou de dimension, et il se déplace, non en ligne droite comme les autres, mais en cercle (Aristote, Du ciel, I, 2, 3), ce qui explique le mouvement circulaire des étoiles (mouvement en réalité dû à la rotation de la Terre).

### Les solides de Platon
Platon, dans le Timée, s'inspirant peut-être de l'école pythagoricienne, pense que les quatre éléments sont faits de particules cubiques (Terre), d’icosaèdres (eau), d’octaèdres (air), de tétraèdres (feu) (Timée, 56), et la sphère du monde (le Tout) est un dodécaèdre (Timée, 55 e-56 a). Les éléments sont donc liés aux surfaces des solides, les quatre polyèdres réguliers alors connus : tétraèdre (Timée, 56 b), hexaèdre régulier (cube), octaèdre, icosaèdre ; le Tout est un dodécaèdre (Phédon, 110 b ; Timée, 55 c). Le Feu, l'Air et l'Eau sont faits de triangles équilatéraux (24, 48, 129 triangles élémentaires scalènes), la Terre de carrés (24 triangles élémentaires isocèles), le Tout de pentagones (12 pentagones irréductibles aux triangles). Dans son enseignement oral ésotérique, Platon veut « établir des correspondances » (prosphérein) entre dimensions (unité ou nombres ou lignes insécables, lignes ou longueurs, surfaces ou plans, volumes ou solides), figures (lignes insécables, lignes, triangle, pyramide) et nombres (1, 2, 3, 4 : les nombres de la Tétraktys), mais aussi les éléments. Ainsi, derrière l'analogie entre dimensions, figures, nombres, éléments, s'établissent les correspondances entre unité/lignes insécables/un/Feu, entre longueurs/lignes/deux/Air, etc. « Ce qui est absolument indivisible, mais avec position, est un point ; ce qui est divisible selon une dimension est une ligne ; ce qui est divisible selon deux dimensions est une surface ; ce qui est absolument divisible en quantité et selon trois dimensions est un corps [un volume] » (Aristote, Métaphysique, Livre Delta, 6, 1016 b).

### Symbolique et qualités élémentaires
Le pythagoricien Alcméon aurait fondé (vers 500 av. J.-C.) la théorie des quatre qualités élémentaires : chaud, froid, sec et humide. 

« Selon Alcméon, c'est l'équilibre des puissances, comme l'humide et le sec, le froid et le chaud, l'amertume et la douceur, etc. qui produit et conserve la bonne santé ; c'est au contraire la prédominance de l'une d'elles qui provoque la maladie, et quand deux de ces puissances prédominent, la mort s'ensuit. »

Le médecin sicilien Philistion, contemporain de Platon, répartit les quatre qualités entre les quatre éléments : le Feu est chaud, l'Air est froid, l'Eau est humide, la Terre est sèche.

L’apport le plus décisif à la théorie des quatre éléments fut celui d'Aristote qui y ajouta la notion de quatre qualités élémentales associées deux par deux et contraires. Il donna aussi un ordre naturel : en bas la terre, puis l'eau, puis l'air, enfin le feu (le Soleil), et l'éther pour les corps célestes. 

« Comme il y a quatre éléments, et que les combinaisons possibles, pour quatre termes, sont au nombre de six ; mais, comme aussi les contraires ne peuvent pas être accouplés entre eux, le froid et le chaud, le sec et l'humide ne pouvant jamais se confondre en une même chose, il est évident qu'il ne restera que quatre combinaisons des éléments : d'une part chaud et sec, chaud et humide ; et d'autre part, froid et sec, froid et humide. Ceci est une conséquence toute naturelle de l'existence des corps qui paraissent simples, le feu, l'air, l'eau et la terre. Ainsi, le feu est chaud et sec ; l'air est chaud et humide, puisque l'air est une sorte de vapeur ; l'eau est froide et liquide ; enfin, la terre est froide et sèche. Il en résulte que la répartition de ces différences entre les corps premiers se comprend très bien, et que le nombre des uns et des autres est en rapport parfait. »

L'interprétation symbolique des quatre éléments repose sur leur décomposition en quatre qualités élémentales, suivant deux axes d'analyse que sont le chaud et le froid d'une part (deux qualités actives) et le sec et l'humide d'autre part (deux qualités passives). (voir ici)
- Le chaud est d'une manière générale un principe d'énergie, d'activité et d'impulsion. Par opposition, le froid est un principe de passivité et de résistance.
- Le sec est un processus d'analyse, de séparation, d'individualisation, de contraction et de repli sur le détail ou sur soi. Il se déroule dans une atmosphère rigide et cassante, allant aux extrêmes. Par opposition, l’humide est un processus de synthèse, de liaison et de collectivisation, d'ouverture sur la globalité et le collectif. Il est conduit dans une atmosphère de détente et de souplesse.

La conjonction d'une qualité active et d'une qualité passive agissant sur une matière première indifférenciée génère l'un ou l'autre des éléments. Dans cette analyse, la terre hérite des qualités froides et sèches (ce sont les qualités de la cendre), le feu est sec et chaud, l'air est chaud et humide (qualités du souffle exhalé) et l'eau est froide et humide.
À côté de ces quatre qualités élémentales, il existe aussi des qualités secondaires et dérivées, toujours opposées deux à deux, comme le subtil et l'épais (c'est-à-dire la disposition sous forme de fragments de grande ou petite dimension), le lourd et le léger, l'amer et le doux, le fluide et le visqueux...
D'autre part, cette génération des éléments par une interaction de qualités élémentales implique une dynamique des éléments. La réalité n’est pas figée : les éléments qui ont une qualité élémentale en commun peuvent se transformer l'un dans l'autre. Le feu peut donc se transformer par la modification d'une de ses deux qualités soit en air, soit en terre ; la terre en feu ou en eau ; l'eau en terre ou en air ; et ce dernier en eau ou en feu.
Enfin, chaque élément se subdivise en variétés, selon les mesures de la participation et des mélanges. On distingue par exemple trois sortes de feu : la flamme brûlante, la lumière et les résidus incandescents de la flamme (braises).
Aristote met en correspondances les sens et les éléments. La vue, la couleur est liée au feu, « l'intermédiaire des sons est l'air », l'odorat s'exerce au moyen d'un médium qui est l'air ou même l'eau, « rien ne produit une sensation de saveur sans humidité », le toucher est lié à la terre. Aristote donne toujours la suite éther, feu, air, eau, terre, et c'est l'ordre qui prévaudra, l'éther (et non le feu) étant alors considéré comme la matière des astres et l'élément où ils séjournent.

Qualités élémentaires formées par la combinaison des quatre éléments.
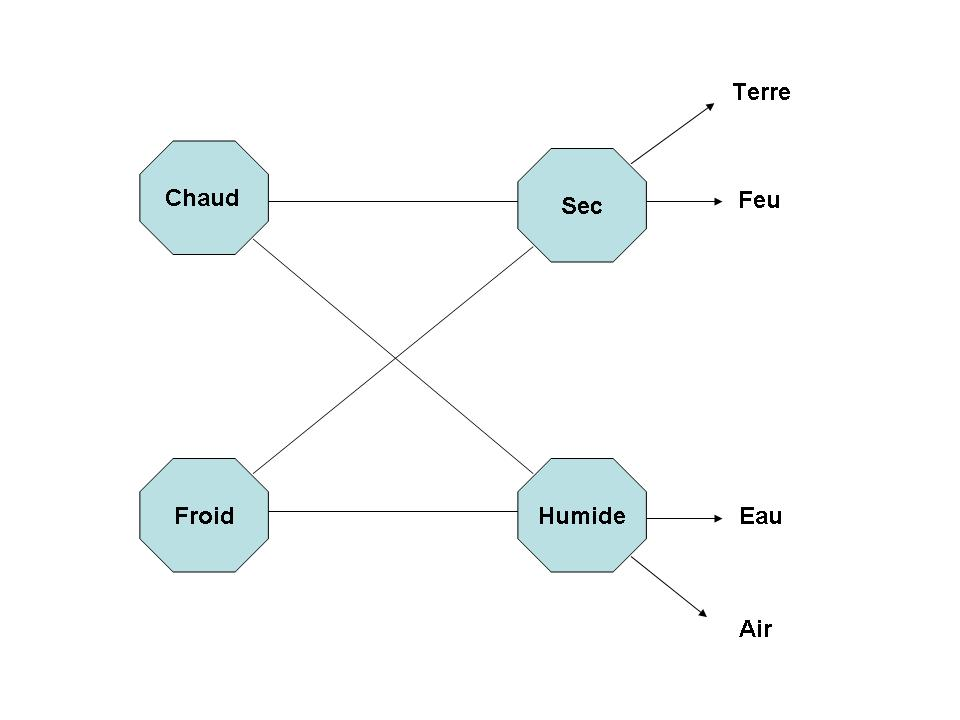
Les quatre éléments de la théorie classique d'Aristote et les quatre qualités qui les constituent.
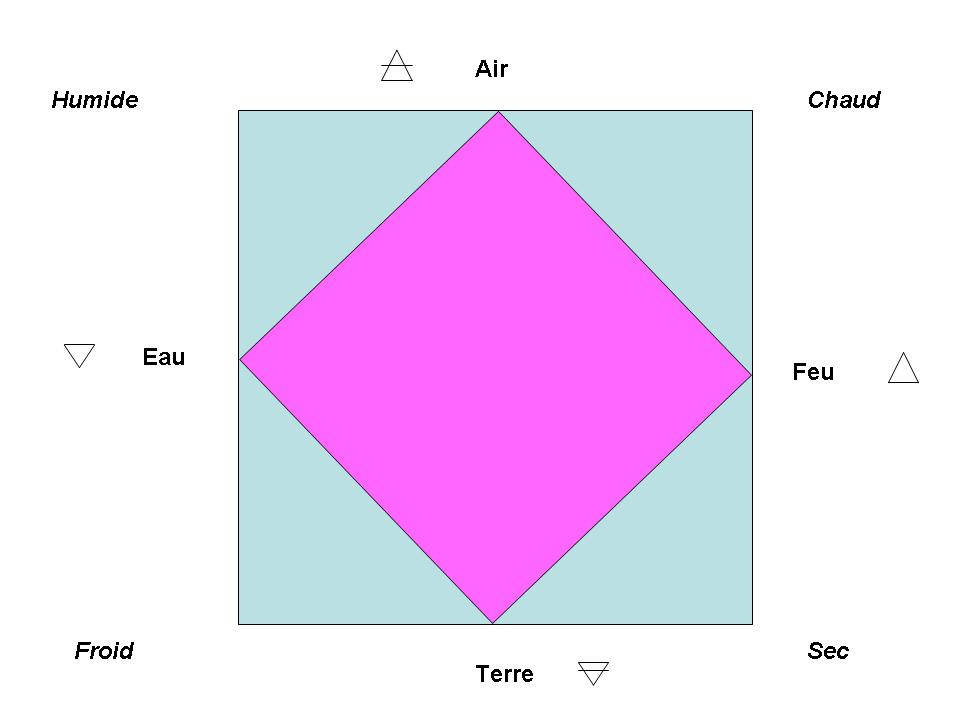
Les quatre éléments de la théorie classique d'Aristote avec le passage possible d'un élément à l'autre.

### Applications à la cosmologie de Platon

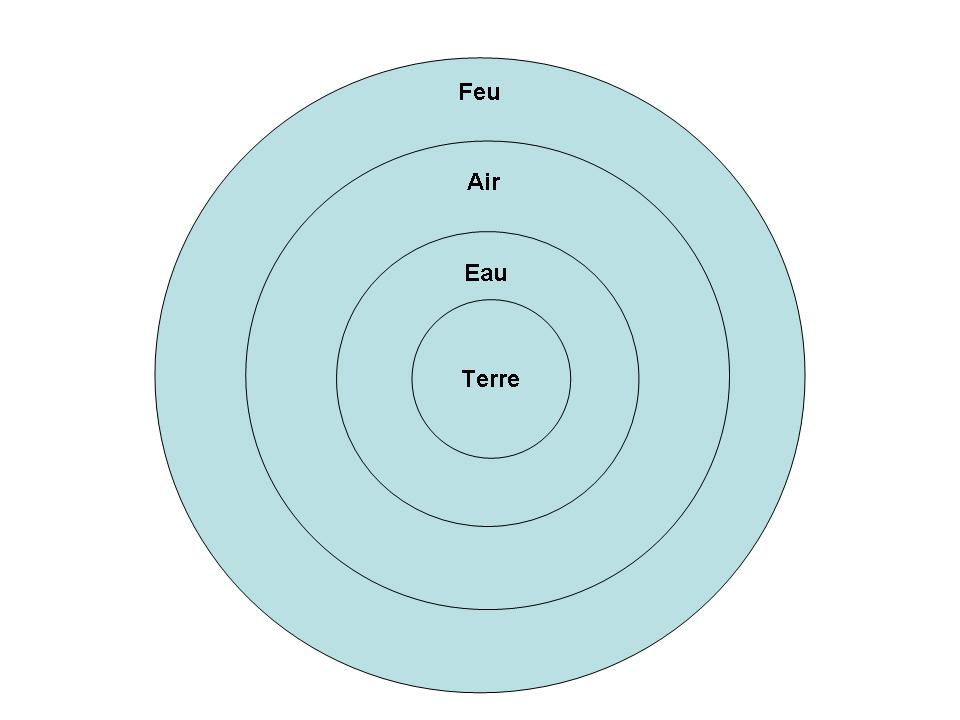
Répartition des éléments dans leurs lieux naturels disposés en sphères concentriques.

Dans la cosmologie géocentrique de Platon, l'univers est divisé selon les quatre éléments, terre, eau, air et feu. Chacun d'entre eux possède un lieu naturel, c'est-à-dire un endroit où il réside naturellement, sachant qu'il peut aussi se trouver parfois également à un endroit qui ne correspond pas à sa place naturelle. Les lieux naturels où l’on rencontre habituellement les éléments sont disposés en sphères concentriques. Au centre de l'univers se trouve la sphère de la terre, puis viennent celles de l'eau, de l'air et enfin du feu. Entre l'air et le feu, on trouve les sphères des sept planètes, soit, de la plus proche à la plus éloignée, la Lune, Mercure, Vénus, le Soleil, Mars, Jupiter, et Saturne (un ordre qui ne correspond que d’assez loin avec la réalité astronomique, telle qu’on la connaît actuellement) ; puis vient la sphère des étoiles fixes. Au-delà de la sphère du feu, se situe le primum mobile, c'est-à-dire le Premier Moteur, le moteur de l'univers, pour les théologiens du Moyen Âge et les scolastiques qui s’approprieront la pensée d’Aristote, ce sera Dieu.
Lorsque les éléments ne sont pas dans leur lieu naturel, ils tendent à le rejoindre. C'est ainsi que l'on peut expliquer les phénomènes que les Anciens appellent météorologiques (le sens de ce terme possède une plus grande extension que dans son acception moderne) : la pluie est de l'eau de la sphère du ciel qui cherche à redescendre vers son lieu naturel ; les comètes sont du feu de la sphère du ciel qui cherche à remonter vers son lieu naturel ; les météorites sont composées de terre qui cherche à redescendre vers son lieu naturel, etc.

### Le cinquième élément
Durant l'Antiquité, un cinquième élément était considéré en plus des quatre éléments principaux. Ce cinquième élément était qualifié de quintessence, puis de façon plus moderne, il était ensuite qualifié d'éther. Il s'agirait d'une substance cristalline, associée au monde des cieux, relative à la perfection et à la stabilité voulue par Dieu. La quintessence, dans cette perspective théologique et philosophique, relie les différentes sphères du cosmos, il n'y a pas de vide. En effet, le concept de l'absence de matière était rejeté par les penseurs grecs tels qu'Aristote, pour qui « la nature a horreur du vide ».
Il existe également dans la tradition indienne puis ésotérique un cinquième élément, parfois appelé Akasha, qui signifie en sanskrit espace et peut être rattaché à l'Ākāsa-dhātu des éléments bouddhistes et à l'élément traditionnel japonais Kū (空), qui tous deux signifient espace. Voir l'article Cinq éléments pour plus de détails.
Dans la cosmologie chinoise des Wuxing, cinq éléments sont présentés : le bois, le feu, la terre, le métal et l'eau.

### Application en biologie
De même que l'univers est divisé en quatre éléments, les êtres vivants sont classés en quatre règnes :
- minéral (les pierres sont considérées comme faisant partie des êtres vivants au Moyen Âge, sinon dans l’Antiquité) ;
- végétal ;
- animal ;
- humain.

Les animaux sont eux-mêmes répartis en quatre catégories selon leur appartenance à l'un ou l’autre des quatre éléments. Il existera dans la pensée religieuse du Moyen Âge l'idée que plus on monte vers le ciel, plus on se rapproche de Dieu, et que plus on descend, plus on se rapproche du diable et de l’enfer. On trouve au sommet de la pyramide le phénix, un oiseau fabuleux lié au feu, puis les oiseaux ordinaires, simples volatiles voyageant dans les airs, suivis des poissons nageant dans l’eau, pour terminer en bas de l'échelle par les quadrupèdes qui vivent sur l'élément terre. À l'intérieur d'une même catégorie animale, il existe également une hiérarchisation des êtres en fonction de l’élément dont ils se rapprochent le plus : les oiseaux incapables de voler et marchant sur le sol comme la poule sont moins bien considérés que le gibier d’eau comme le canard, proche de l'élément aquatique, lui-même moins noble que les oiseaux de plein ciel comme le passereau ou l’épervier.(Au Moyen Âge la fauconnerie, chasse noble par excellence était réservée à la noblesse).
De la même manière, les poissons de fond tel que le turbot sont inférieurs aux poissons de surface et d’eau vive tel que le saumon. Les végétaux sont également généralement associés à la terre, mais les épices au feu. Une telle répartition entre les divers éléments existe également pour les minéraux.

### Application en médecine

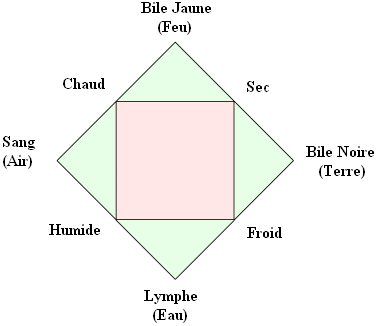
La théorie des humeurs élaborée par Hippocrate d'après la théorie des quatre éléments d'Aristote.

Les médecins grecs comme Hippocrate (v. 460-v. 370 av. J.C.) et Claude Galien (131-201 ap. J.-C.) ont intégré la théorie des éléments, qu'Hippocrate a complétée par la théorie des humeurs, systématisée par Galien. Il s’agissait de la reprise d’une vieille conception grecque qui établissait une correspondance entre le microcosme et le macrocosme, le corps humain étant le reflet en miniature de l'univers. La physiologie humaine est commandée par les éléments dans leur transposition sous une forme organique, qu’on appelle les quatre humeurs. Chaque humeur est dominée par un couple de qualités : la bile jaune (colera en latin) est chaude et sèche comme le feu, la bile noire (colera nigra) est froide et sèche comme la terre, le flegme (flegma ou phlegma) est froid et humide comme l'eau, et le sang (sanguis), contenant un peu des autres humeurs, est chaud et humide comme l'air.
De même que le chaos règne dans l'univers lorsque les éléments sont en déséquilibre, le corps humain va tomber malade lorsque l'une ou l'autre des humeurs se trouve en excès par rapport aux autres. La santé et la maladie dépendent donc de l'équilibre des humeurs et de leur quantité. Chez l'homme sain, la prédominance d'une humeur se nomme complexion et détermine le tempérament. À chaque humeur prédominante correspond un tempérament : bilieux ou colérique pour la bile jaune, sanguin pour le sang, flegmatique pour le phlegme et mélancolique pour la bile noire. Si le déséquilibre s'aggrave, il entraîne des maladies (chaudes, froides, sèches ou humides), que l'on guérit par l'administration d'un remède qui rétablit l'équilibre des humeurs : une maladie froide et humide, par exemple, requiert un remède chaud et sec (traitement par les contraires), ou encore un excès de sang sera traité par la saignée, traitement dont on usera et abusera sans discernement jusqu'au début de l’époque moderne. Il existera aussi les tenants du traitement par les semblables dont on peut retrouver l’origine dans la médecine égyptienne et dont l’initiateur à l’époque moderne sera Paracelse.
Notre civilisation occidentale a été profondément marquée par la théorie hippocratique des humeurs. Il en reste de nombreux témoins dans le langage courant : « Être de bonne, ou de mauvaise humeur ». Lorsqu'on définit une personne comme « sèche » ou « chaleureuse », lorsqu'on se sent « mélancolique », ou que l'on réagit avec « flegme » on fait, sans le savoir, de la médecine hippocratique.

### Application en diététique

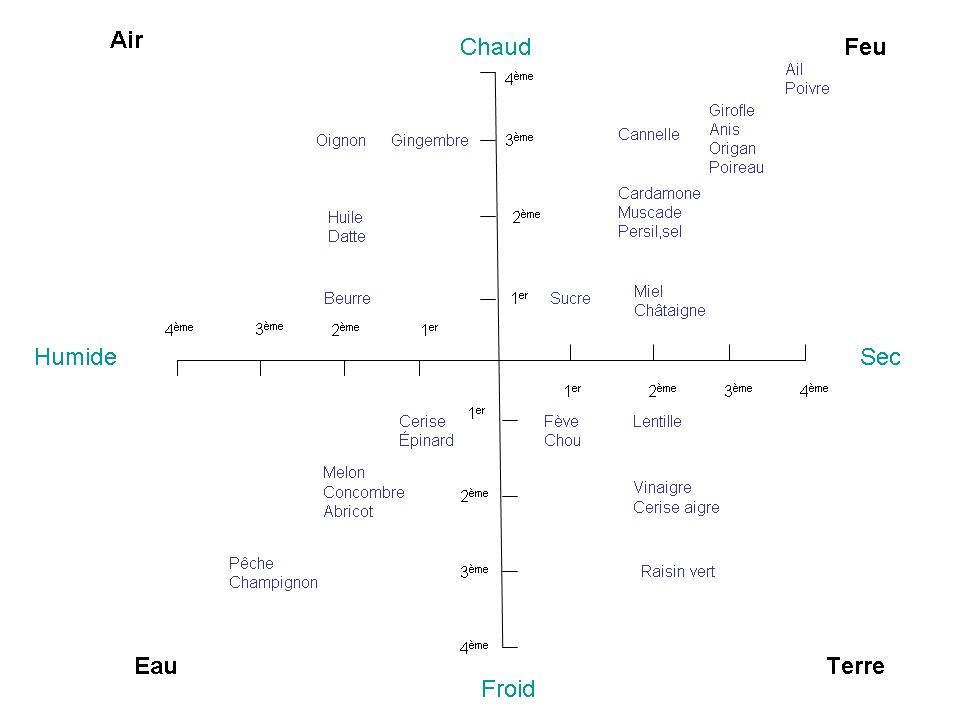
Classification des qualités des aliments en quatre degrés pour chacune d'entre elles d'après la théorie des humeurs d'Hippocrate revue par Galien.

La maladie résultant du déséquilibre des humeurs peut s'éviter au moyen d'un programme d'équilibre entre complexion individuelle et monde extérieur. Cet équilibre passe avant tout par la diététique, discipline annexe de la médecine élaborée en particulier par Celse et Dioscoride au Ier siècle, et par Galien, en application de la théorie des humeurs d'Hippocrate. Pour les Grecs de l’Antiquité la digestion est une cuisson des aliments qui aboutit à la formation des humeurs. La composition en quatre éléments et quatre qualités s’applique en effet aux aliments, comme à toutes les autres matières de l’univers. Leur classification et leur répartition en ce qui correspond aux complexions et tempéraments a été réalisée à partir d'une observation de simple bon sens des caractéristiques des aliments : le poivre, la moutarde et les épices en général brûlent comme le feu (ils sont chauds et secs), la laitue et la pêche et certains fruits et légumes rafraîchissent comme l'eau (ils sont froids et humides). Accessoirement on classe aussi les aliments entre deux autres couples d’opposition le cuit et le cru, le doux et l’amer.
Le Moyen Âge a également hiérarchisé les aliments de la même manière que les êtres vivants, suivant qu’ils sont proches de la terre, de l’eau ou du ciel. L'exemple des oiseaux et des poissons a été exposé au paragraphe biologie; Il peut être transposé aux plantes, une betterave, plus proche de la terre, comme ce qu’on appelait alors les racines (tubercules, navets, carottes…) sera plus suspecte et moins bien considérée que la cerise qui est suspendue dans les airs…
Les qualités des aliments s’échelonnent en quatre degrés sur les deux axes principaux, celui du chaud et du froid et celui du sec et de l’humide. Cette complication de la théorie par l’ajout de degrés est l’œuvre de Galien qui a donné son architecture finale à la théorie des humeurs. Le miel, par exemple, est chaud au premier degré et sec au deuxième degré. Ces qualités influent sur la façon dont l'aliment se transforme dans le corps et sur la qualité et la consistance des humeurs qu'elles engendrent dans l’organisme. La chaleur de la digestion les transforment en lymphe qui, elle-même, se transforme en humeurs ou agit sur leur qualité et leur équilibre.
Pour rester en bonne santé, au fil des saisons il faut avoir une nourriture équilibrée. Pour cela, certains médecins recommandent à leurs patients de consommer des aliments qui correspondent à leur tempérament, mais d'autres médecins conseillent de manger des aliments qui sont contraires au tempérament. Par exemple, le tacuinum sanitatis (texte arabe du XIe siècle écrit par Ibn Butlan, traduit en latin au XIIIe siècle), le vin rouge corsé (chaud et sec au 2e degré), comme la viande de lièvre (chaude et sèche au 2e degré) sont recommandés aux personnes âgées, aux flegmatiques et aux mélancoliques, de nature froide. Par contre, le poisson frais (froid et humide au 3e degré), les prunes ou les poires (froides au 1er degré et humides au 2e degré) conviennent plutôt aux colériques et aux sanguins, ainsi qu'aux jeunes, de tempérament chaud.
La médecine hippocratique se méfie des fruits et des légumes crus : il est recommandé de cuire les aliments. Il n’existe plus actuellement en Occident de tradition de médecine hippocratique. Mais il existe encore aujourd’hui en Inde des praticiens de médecine Yunâni qui se réclament de cet héritage.
La diététique hippocratique a dominé la médecine en Occident pendant plus de 2 000 ans. Connaissance empirique, elle a été rejetée avec l’avènement de la chimie médicale avec la découverte des vitamines, des glucides ou des lipides, puis du cholestérol. Mais cette doctrine médicale savante, est ensuite tombée dans le domaine populaire. Elle survit dans certaines pratiques culinaires (manger du melon avec du jambon cru, en début de repas, des poires au vin en dessert, boire un digestif en fin de repas) ou dans certains conseils diététiques de nos grands-mères (ne pas boire en mangeant). On trouve également une fidélité aux principes hippocratiques chez certains théoriciens de l'alimentation saine et végétarienne.

### Application en climatologie
Le cadre de vie, le lieu géographique et le climat sont également soumis au jeu des qualités. Les quatre points cardinaux correspondent aux éléments ainsi qu’aux complexions et aux tempéraments. Ainsi, l'Est est chaud et humide, le Sud chaud et sec, le Nord froid et sec, et l'Ouest froid et humide.
Ces considérations sur les points cardinaux ont donc suscité la construction d’une théorie explicative de la géographie et des climats. Vu d'Europe, le nord possède en effet un climat froid, et l'eau y gèle (le fait qu’elle soit solide lui ôte sa qualité humide et explique que le nord soit sec); les régions ouest sont essentiellement constituées des immensités océanes (donc humides), et les régions sud sont constituées en grande partie par le vaste désert africain du Sahara (donc sec). Quant à l'Est, c'est traditionnellement là que l'on situe le paradis terrestre, d'où prennent leur source quatre fleuves (le Nil, le Tigre, l'Euphrate et le Gange), et où règne une douce chaleur (humide à cause des fleuves). C'est une vision du monde centrée sur l’Europe, du fait de son origine grecque à laquelle s’est ajoutée au Moyen Âge le récit biblique du jardin d’éden. On la trouve développée notamment dans Les Météores de Paracelse.
Les préjugés issus de ces considérations archaïques ont eu des conséquences sur la vision de l’Occident sur les populations du monde, qu’on croyait soumises à un tempérament particulier en fonction de la situation géographique de leur habitat (toujours vue de l’Europe comme étant le centre du monde). Les peuples méridionaux ont donc une prédisposition particulière à la colère, les peuples septentrionaux à la mélancolie, les peuples orientaux sont plutôt sanguins et les occidentaux flegmatiques. À cela s'ajoutent des incidences du climat sur la condition physique : le froid fortifie et la chaleur ramollit ; les méridionaux sont donc paresseux et les septentrionaux travailleurs - il est à noter que les acquis de la biologie moderne sont en contradiction avec ces présupposés un peu hâtifs : le froid, en abaissant la température corporelle facilite l’endormissement alors que l’élévation de la température corporelle facilite l’éveil.

## La structuration du temps

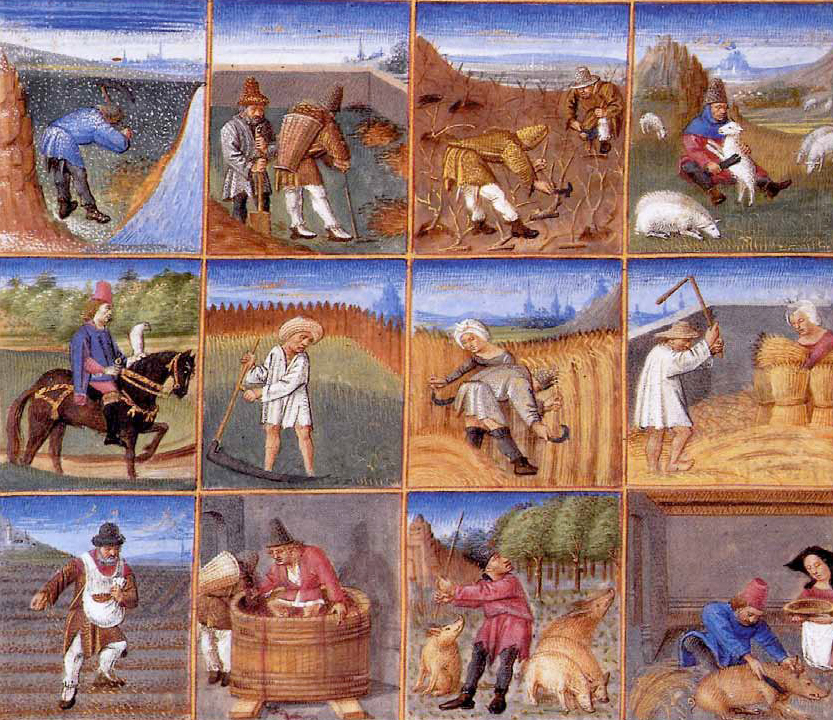
Calendrier de Pierre de Crescent.
Vers 1306 - Manuscrit du XVe siècle

La théorie des quatre éléments, s’applique également au domaine de la structuration du temps, dans la mesure où chacune des quatre saisons des zones tempérées correspond à l’un des éléments classiques. Le printemps est chaud et humide comme l'air, l'été chaud et sec comme le feu, l'automne froid et sec comme la terre, l'hiver froid et humide comme l'eau.
Ainsi, l'hiver possède la même complexion (froid et humide) que le flegme (ou pituite), ce qui expliquerait les risques de rhumes survenant durant cette saison. Ces considérations interviennent notamment en diététique : il faut contrebalancer les qualités dominantes de la saison par des aliments aux qualités contraires afin de maintenir l'équilibre des humeurs dans le corps ; il était donc formellement déconseillé de manger, par exemple, un concombre cru (froid et humide) en hiver, ou d'abuser d'épices (chaudes et sèches) en été.
L'hiver, période où le flegmatique froid et humide domine, il est préférable de consommer des viandes en sauce, cuisinées avec des épices qui réchauffent (bœuf et porc, gibier); au printemps, période où le sanguin chaud et humide domine, il est conseillé de passer peu à peu du bouilli au rôti (volailles, agneau, chevreau), et de commencer à manger davantage de légumes verts; l'été, période où le colérique chaud et sec domine, c’est le moment de manger des viandes (agneau et volailles) et poissons grillés ou cuits au verjus, plus légers, et de préférer des aliments froids et humides comme les melons, les prunes ou les cerises; l'automne, période où le mélancolique (ou atrabilaire) sec et froid domine, il faut manger des aliments appétissants et acidulés pour chasser la mélancolie : chapons, pigeonneaux, cochons de lait et diminuer le vin et les fruits.
En outre, les complexions se modifient au cours des différents Âges de la vie. La vie humaine se décompose en quatre âges de trois périodes chacun, soit un total de douze périodes (autant que de mois) ou encore en trois âges (si l’on regroupe l’enfance et l’adolescence sous le terme d’un seul âge : la jeunesse). L'enfant a la complexion du printemps (chaud et humide), l'adolescent celle de l'été (chaud et sec), l'homme mûr celle de l'automne (froid et sec), et le vieillard celle de l'hiver (froid et humide). La femme, quant à elle, serait plus froide et humide que l'homme.
Néanmoins d'autres sources indiquent que la vieillesse est de qualité froid et sec,,,,. L'enfance chaude et humide; l'adolescence tempérée; la jeunesse chaude et sèche; l'âge de consistance modérée en chaleur et en froideur et pêchant en trop de sécheresse, et la vieillesse froide et sèche.
Bien entendu, tout est lié. On prendra garde, par exemple, à ce que l'on mange par rapport à son tempérament, à la saison, à son âge, à l'élément associé à l'animal ou au végétal ingéré ; En poussant ces théories à l’extrême les alchimistes et médecins, du Moyen Âge établiront leurs prescriptions en fonction des signes et conjonctions astrologiques ; etc. Les meilleurs exemples des connexions entre toutes ces disciplines, reliées entre elles par les qualités qu'elles ont en commun et les éléments qui les composent et les ordonnent, sont les schémas et les calendriers établis Moyen Âge.

## Description holistique et analogie

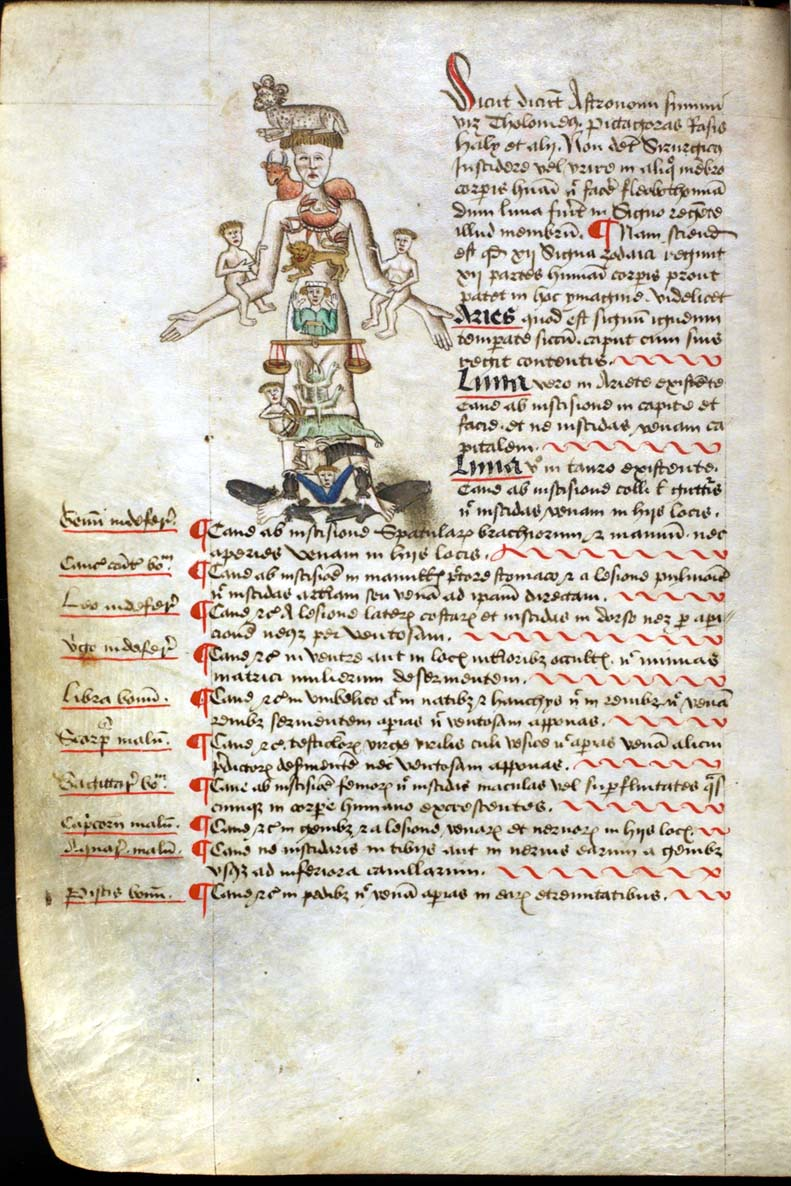
L'homme zodiacal - Angleterre, c.1425-1550.

Pour les philosophes grecs, cette théorie décrit la « nature élémentaire » du monde en général, dans toutes ses manifestations. Elle traite donc de la « nature » de la matière, comme la physique ou la chimie moderne, mais conduit également à une classification de la « nature » des plantes et des animaux, et une classification de la nature des caractères, maladies et sentiments élémentaires de l'homme.
L'idée qui sous-tend l'utilisation analogique des quatre éléments est que ces différentes manifestations objectives (matière, plante, animal, maladie…) sont structurées par une même réalité sous-jacente, commune aux différentes manifestations ; et que le déséquilibre qui apparaît dans un plan de manifestation peut être corrigé par analogie, à travers une action spécifique sur un autre plan. C’est cette même approche qui reste encore utilisée de nos jours dans de nombreux domaines de l’occultisme.
Cette approche holistique a par la suite dominé la médecine, dont la clef d'analyse a pendant des siècles été d'analyser les déséquilibres élémentaires et de les corriger par des prescriptions fondées sur l'analogie des substances. Pour l'approche médicale :
- Le Feu correspond à un tempérament violent, sanguin. Il est associé au courage et à l'amour passionné.
- L'Air correspond à un tempérament calme, pas très courageux, tranquille.
- L'Eau correspond à un tempérament variable, pouvant être colérique comme calme. Cet élément est opposé au Feu, mais ce sont les éléments les plus puissants.
- La Terre correspond à un tempérament fort, calme. Cet élément peut être fort, mais reste calme et contient sa puissance. Il a beaucoup d'idée noires, en général.

Suivant les auteurs, cette correspondance peut se mêler de symbolisme astrologique plus ou moins prononcé, dont l'exemple type est « l'homme zodiacal », correspondance entre les signes et la « nature occulte » des membres.

## Correspondances aux quatre éléments
- Si vous ne connaissez pas le sujet, laissez ce bandeau (vous pouvez alors contacter les auteurs).
- Si vous supprimez le contenu mis en cause (vous pouvez préalablement contacter les auteurs),

argumentez précisément cette suppression dans la page de discussion
(un manque de référence n'est pas un argument ; une recherche réelle de référence doit avoir été effectuée, être formellement documentée).
L'élément Air est associé à la couleur blanche bien plus que le bleu céruléen qui tend toutefois à s'immiscer, au valeur du blanc candide ou immaculé, à l'ordre sacré, à la prière, à la caste sacerdotale et supérieure des oratores, à la suprématie de l'esprit. On peut également lui associer la couleur violette, qui correspondrait alors à la spiritualité. L'Air est un élément calme, plus passif qu'impétueux, qui a tendance à éviter les conflits.
L'élément Feu est associé aux couleurs chaudes comme le rouge, l'orange ou encore, mais plus rarement, le jaune. Cet élément est aussi associé au sanguin, au sang du corps, aux rivalités de sang, au monde combattant des bellatores, des guerriers ou des chevaliers à l'épreuve du feu. Le Feu est un élément colérique, imprévisible, impétueux mais quand il est calme, c'est un élément agréable, qui symbolise la passion, l'amour.
L'élément Eau est associé à la couleur bleue avec parfois des nuances de vert. C'est un élément semblable au Feu par de nombreux aspects, car comme le Feu, l'Eau peut être colérique et irritable, mais agréable le reste du temps.
L'élément Terre est associé à la couleur vert, ou encore marron ou plus rarement au gris ainsi qu'à la fertilité, à la productivité, au monde premier des laboratores, des artisans et des paysans. L'élément Terre est assez fort moralement, mais a souvent des idées noires.

## Les éléments en physique et chimie

### Symbolique alchimique
La base de l'alchimie est la théorie élémentaire d’Aristote revisitée par les savants arabo-musulmans du Moyen Âge, qui explique, au moyen des quatre éléments et des quatre qualités, la composition de toute chose. Le but de l'alchimie est en effet de comprendre et de reproduire la composition des choses. Pour l’alchimie les quatre éléments ne représentent pas des composantes de la matière, puisque l’unicité de la matière est un des principes philosophiques de l’alchimie, mais plutôt des états de cette matière unique se rapprochant plus du concept physique d’état de la matière. Ces éléments ont dans l’alchimie un symbole associé : l'Eau ou état liquide, l’Air ou état gazeux , la Terre ou état solide , le Feu ou état plasma .
Mais la théorie des quatre éléments montrant ses insuffisances, pour répondre de l’infinie diversité de la matière, l'alchimie a introduit un cinquième élément, l'éther, ou quintessence. La grande originalité de l'alchimie est cependant d'avoir adjoint aux éléments et aux qualités une nouvelle catégorie : les principes. Ceux-ci, qui sont un apport de l'alchimie arabe (notamment par Jabir ibn Hayyan (Geber), sont d'abord au nombre de deux : le Mercure (passif, froid, malléable, volatil), qui est un principe féminin, et le Soufre (actif, chaud, dur), qui est un principe masculin. Au XVe siècle, un troisième principe est ajouté, et ce définitivement à partir de Paracelse (1493-1541) : le Sel (ce qui permet dans un corps d'unir le soufre et le mercure, et d'assurer la cohésion du résultat), qui est un principe de vie.
Il ne faut toutefois pas systématiser une perception anachronique d'états de la matière, telle que celle proposée au cours de l'évolution mécaniste des sciences dès le XVIIe siècle, les éléments représentent encore en (al)chimie de l'époque moderne pléthore de qualités, propriétés, couleurs, perceptions sensorielles idéales, attitudes ou comportements génériques.

### La physique moderne
La physique du XIXe siècle, puis du XXe siècle, confirmera l’hypothèse atomiste, tout en faisant découvrir au XXe siècle que des transmutations (fission nucléaire) existent bien dans la nature, ce qui était considéré comme impossible au vu des connaissances jusqu’au XIXe siècle.
Bien que les théories physiques d’Empédocle, d’Aristote et des alchimistes se soient révélées erronées, leurs quatre éléments peuvent facilement être associés aux quatre états de la matière les plus courants : solide (terre), liquide (eau), gazeux (air) et plasmatique (feu, bien qu'il ne soit pas un plasma),.
Ce rapprochement est sans rapport avec la conception de l'alchimie selon laquelle les éléments sont insensibles, et le Feu n'est pas la flamme de bougie, pas plus que l'Eau n'est ce qui sort du robinet. Comme le dit Jean d'Espagnet, « Les corps de la Terre, de l'Eau et de l'Air qui sont séparés dans leur sphère sensible, sont différents des éléments dont la nature se sert dans l'ouvrage de la génération, et qui composent les corps mixtes. Car ces derniers sont imperceptibles à nos sens dans le mélange que la nature en fait […] on peut nommer les parties les plus solides « terre », les plus humides « eau », les plus déliées « air », la chaleur naturelle « feu » » (La Philosophie naturelle restituée, aphorismes L et LII).

## Autres références aux éléments

### Cinq éléments asiatiques
Dans les cultures asiatiques, on considère en général cinq éléments :
- Godai (Japon) : Chi (地, terre?), Ka (火, feu?), Fū (風, vent?), Sui (水, eau?) et Kū (空, vide?) ;
- Wuxing (Chine) : Mù (木, bois), Huǒ (火, feu), Jīn (金, métal, parfois or), Shuǐ (水, eau), et Tǔ (土, terre) ;
- Bhuta (mahābhūta) ou dhātu (bouddhisme) : Āpo-dhātu (eau), Tejo-dhātu (feu), Vāyo-dhātu (air), Paṭhavī-dhātu (terre), Ākāsa-dhātu (espace) et Viññāṇa-dhātu (esprit) ;
- Tattva (hindouisme) : Āp (eau), Agni (feu), Vāta (air), Prithvi (terre) et Ākāśa (éther).

### Les génies habitant les éléments
Michel Psellos, grand savant byzantin du XIe siècle, énumère six catégories de démons dans un célèbre traité utilisé par Ronsard : Traité par dialogue de l'énergie ou opération des diables (trad. 1511). Il admet : esprits ignés, esprits aériens, esprits terrestres, esprits aquatiques, esprits souterrains, esprits ténébreux.
Honoré d'Autun, dans son Elucidarium du XIIe siècle, admet comme esprits : anges, démons, âmes désincarnées. Il soutient que « les anges ont un corps d'éther, les démons d'air, les hommes de terre ».
Paracelse compte sept races de créatures sans âme : les génies à forme humaine mais sans âme ni esprit (inanimata) des éléments, les géants et les nains, les nains sur la terre. Il croit aux génies des quatre éléments. La Terre, par génération spontanée, produit des nains qui gardent les trésors sous la montagne ; l'Eau produit les ondines ; le Feu, les salamandres ; l'Air, les elfes. Ensuite viennent les géants et les nains issus de l'air, mais qui vivent sur la terre.

« Le mot inanimatum désigne six familles d’hommes sans âme… Ces hommes sans âme sont d’abord ceux des quatre familles qui habitent les quatre Éléments : les nymphes, nymphae, filles de l’eau ; les fils de la terre, lémures, qui habitent sous les montagnes ; les esprits de l’air, gnomi ; les génies du feu, vulcani. Les deux autres familles sont composées d’hommes qui sont également nés sans âme ; mais qui, comme nous, respirent en dehors des Éléments. Ce sont d’une part les géants et d’autre part les nains qui vivent dans l’ombre des forêts, umbragines… Il existe des êtres qui demeurent naturellement au sein d’un même Élément. Ainsi le phénix, qui se tient dans le feu comme la taupe dans ta terre. Ne soyez pas incrédules, je le prouverai ! Quant aux géants et aux nains de la forêt, ils ont notre monde pour séjour. Tous ces êtres sans âme sont produits à partir de semences qui proviennent du ciel et des Éléments, mais sans le limon de la terre… Ils viennent au monde comme les insectes formés dans la fange [par génération spontanée]. »

Jean Wier, spécialiste de sorcellerie, range les démons dans son De praestigiis daemonorum ac incantationibus (1563) selon leur nature élémentaire (de feu, d'eau, d'air, de terre, souterrains) et selon leur habitat (des quatre points cardinaux, diurnes, nocturnes, sylvestres, montagnards, champêtres, domestiques).
L'abbé Henri de Montfaucon de Villars, dans un superbe roman, Le comte de Gabalis ou Entretiens sur les sciences occultes (1670), met en correspondance démons et éléments, et il simplifie Psellus, poursuit Paracelse. Les sylphes sont d'air, les ondins d'eau, les gnomes de terre, les salamandres de feu.

« L'air est plein d'une innombrable multitude de peuples [les Sylphes] de figure humaine, un peu fiers en apparence, mais dociles en effet : grands amateurs des sciences, subtils, officieux aux sages, et ennemis des sots et des ignorants. Leurs femmes et leurs filles sont des beautés mâles, telles qu'on dépeint les Amazones… Sachez que les mers et les fleuves sont habités de même que l'air ; les anciens Sages ont nommé Ondins ou Nymphes cette espèce de peuple… La terre est remplie presque jusqu'au centre de Gnomes [nains], gens de petite stature, gardiens des trésors, des minières et des pierreries. ceux-ci sont ingénieux, amis de l'homme et faciles à commander. Ils fournissent aux enfants des Sages tous l'argent qui leur est nécessaire et ne demandent guère pour prix de leur service que la gloire d'être commandés. Les Gnomides leurs femmes sont petites, mais fort agréables, et leur costume est fort curieux… Quant aux salamandres, habitants enflammés de la région du feu, ils servent aux philosophes »

— (p. 45–48).
| Créature   | Élément selon Paracelse | Élément selon l'Abbé de Villars |
| ---------- | ----------------------- | ------------------------------- |
| Ondine     | Eau                     | Eau                             |
| Gnome      | Terre                   | Terre                           |
| Salamandre | Feu                     | Feu                             |
| Phénix     | Feu                     |                                 |
| Elfe       | Air                     |                                 |
| Sylphe     |                         | Air                             |
| Nymphe     |                         | Eau                             |

### Astrologie
Les astrologues qui s'inscrivent dans la pensée de Carl Gustav Jung associent les quatre éléments aux quatre types jungiens : le Feu à l'Intuition, l'Eau au Sentiment, l'Air à la Pensée et la Terre à la Sensation. Cependant, Jung, qui connaissait parfaitement la symbolique médiévale, n'a jamais prétendu pouvoir lier sa caractérologie aux quatre éléments. La correspondance plus couramment admise par les astrologues est : Feu/Motivation, Eau/Affect, Air/Cognition et Terre/Perception.

### Tarot
Dans le tarot divinatoire, les couleurs des lames basses sont directement associées aux quatre éléments: les coupes représentent l'eau, l'épée (dague) représente l'air, le bâton (baguette) représente le feu, et les deniers (pentacles) représentent la terre. Ces quatre éléments peuvent être reconnus sur l'atout du bateleur (la baguette est dans sa main, le reste est sur la table). Cette correspondance découle directement des instruments du magicien (dague, baguette, coupe et pentagramme) censés maîtriser les éléments correspondants en magie cérémonielle.